# Каса самообслуговування

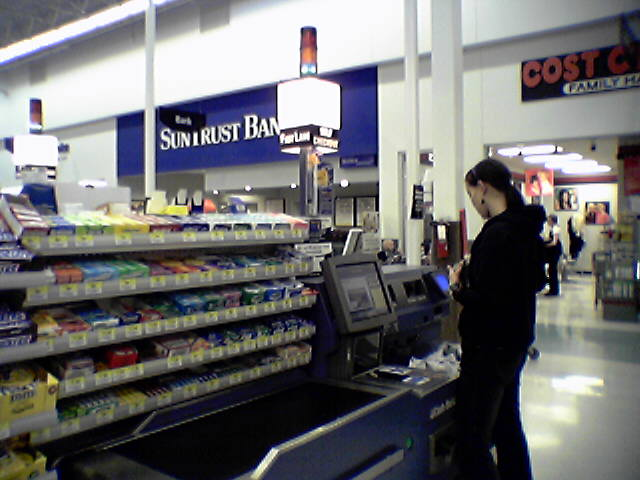
Самообслуговування покупця за допомогою NCR FastLane в магазині Wal-Mart

Каса самообслуговування — електронно-механічний пристрій, що дозволяє автоматизувати процес самообслуговування оплати товару в магазинах роздрібної торгівлі. Такі пристрої є альтернативою традиційним касам роздрібних мереж. Найчастіше застосовується у великих продуктових магазинах та супермаркетах.

## Історія
Перший в світі магазин з касами самообслуговування почав працювати в 1992 році в супермаркети мережі Price Chopper в Нью-Йорці. 

Систему винайшов доктор Говард Шнайдер, і отримав на неї в 1992 році патенти в США. Шнайдер назвав касу самообслуговування «пороботс» (англ. porobots), вважаючи, що новий клас «сервісних роботів» стане платформою для його ідей в області штучного інтелекту.
Компанія «Оптімал Роботікс» (англ. Optimal Robotics), була заснована в Монреалі в 1991 році (у гаражі Шнайдера) і моделювала, збирала і продавала ці пристрої.
У 1997 році NCR — відома корпорація в сфері виробництва торгового обладнання — створила перший прототип своєї каси самообслуговування.
До 2003 року ці автомати отримали широке поширення, поставляючи в комплектації з більшістю устаткування NCR, Fujitsu/ICL і IBM.
RBR прогнозує, що загальне число встановлених у всьому світі пристроїв самообслуговування зросте з 170 тисяч в 2012 році до 320 тисяч в 2018 році.

## Принцип дії
Каса самообслуговування дозволяє покупцеві самостійно сканувати, упаковувати і оплачувати покупки. Процес купівлі починається зі сканування товару та переміщення його на спеціальну вагову платформу (приймач). Вона контролює правильність сканування товарів. Наприклад, якщо покупець просканує один товар, а на приймаючій ваговій платформі виявиться інший — це буде розпізнано як помилка, і покупцеві буде запропоновано покласти на приймаючу платформу просканований товар.
Робота з ваговим товаром ідентична роботі на вагах самообслуговування в торговому залі магазину.
Оплата товару проводиться на місці — звичайно термінали самообслуговування приймають і готівкові, і банківські картки. Деякі термінали також вміють обробляти картки знижок і картки лояльності. У конструкції кас з вихідними воротами покупець сканує чек і тільки після цього виходить із зони самообслуговування. Як правило, в зоні самообслуговування знаходиться помічник, який стежить за подіями на касах і відповідає на питання покупців. Якщо виникли підозри, він може попросити покупця показати чек і звірити його з покупками.

## Переваги
Замість однієї каси з касиром на тій же площі встановлюється 4-6 кас самообслуговування. Це дозволяє магазинам економити на персоналі і більш гнучко вибудовувати графік роботи кас. Крім того, це збільшує пропускну спроможність магазину і знижує черги. Деякі магазини встановлюють каси самообслуговування, щоб розділити потік покупців — покупці з невеликим числом товарів в кошику не стоять у загальній черзі з покупцями з візками, заповненими продуктами.